# Joseph Anton von Simbschen
Freiherr Joseph Anton von Simbschen (* 6. Oktober 1746 Siebendorf in Siebenbürgen; † 14. Januar 1820 Wien) war ein kaiserlicher-österreichischer Feldzeugmeister in den Koalitionskriegen.

## Leben

### Herkunft
Joseph Anton wurde 1746 zu Siebendorf bei Bistritz in Siebenbürgen geboren. Sein Vater, Oberst Karl Joseph, stammte aus einer alten siebenbürgischen Familie, war seit 1753 Kommandant der Slavonischen Grenzer, wurde zweiter Inhaber des Infanterie-Regiments Nr. 53 und verstarb 1763 als Feldmarschallleutnant und Kommandeur der Temeswarer Grenztruppen.

### Frühe Militärkarriere
1761 trat Joseph Anton als Kadett in das Infanterie-Regiment Nr. 26 „Puebla de Portugalo“ ein. 1762 wurde er zum Leutnant im Husaren-Regiment Nr. 13 „Szécheny“ ernannt. Im Bayerischen Erbfolgekrieg (1778/79) diente er als Hauptmann im Generalstab unter Feldzeugmeister Karl Leopold vom Stain. Er nahm am Feldzug in Sachsen 1778 und 1779 teil und wohnte der Räumung der Schanzen bei Gießhübl und dem Treffen von Weißkirchen bei. Nach dem Frieden von Teschen wurde er zum Ottochaner Grenz-Infanterie-Regiment versetzt. Im Juni 1783 wurde er zum Major befördert und 1786 Marine-Kommandant in Zengg, wo er sich beim Aufbau der Flotte verdient machte.
Kurz vor Ausbruch des Türkenkrieges bereiste Erzherzog Franz das kroatische Küstenland. Major Simbschen, der die serbo-kroatische Sprache beherrschte, diente als Dolmetscher und im Frühjahr 1788 als Begleiter des zukünftigen Thronfolgers nach Fiume.
Nach dem Ausbruch des Krieges gegen die Türken 1788 erfolgte seine Einteilung in den Generalstab. Er wurde in rascher Folge zum Oberstleutnant (1789) und zum Oberst (1790) und Generalquartiermeister befördert. Er beteiligte sich an der Einnahme von Dubicza und Novi, danach kämpfte er am 9. August 1788 bei Begorstan und organisierte bis 11. Juli 1790 die Zernierung von Czettin. Er kam nach Kriegsende kurzfristig als Kommandant zum 1. Banal-Grenzinfanterie-Regiment ins Banat.

### Koalitionskriege
Bei Ausbruch des Ersten Koalitionskrieges im April 1792 kam er als Generalquartiermeister der Lombardischen Armee unter Feldzeugmeister Joseph Nikolaus de Vins an die italienische Mittelmeerküste. Am 9. Dezember 1795 erhielt er das Patent zum Generalmajor mit Rang vom 22. Mai 1794. Bis 1795 organisierte er als Generalstabschef die Kämpfe bei Dego, Savona und Loano, des Weiteren leitete er die Eroberung der Befestigungen von Rivièra di Ponente, bei San Giacomo, Vado, Finale und Madonna della neve. Am 24. Juni 1795 behauptete er die Stellung bei Giuliano Torrente an der ligurischen Meerküste.
Im Feldzug 1796 nahm er, unter Erzherzog Karls Oberbefehl nach Deutschland versetzt, an der Schlacht bei Wetzlar (15. und 16. Juni) und an den Gefechten bei Kirchheim, Friedberg (Hessen), Limburg an der Lahn und Neuwied teil. Gegen die Franzosen verteidigte er neun Wochen lang bis zum Entsatz am 9. September die Festung Mainz, warf den Gegner bei Wiesbaden zurück und nahm Diez und Bingen ein.
Im Feldzug 1797 führte er das Reservecorps, mit dem er die Gefechte bei Limburg, Wiesbaden und Königstein bestand, zuletzt bewahrte er Frankfurt a. M. vor der Plünderung durch die Franzosen.
Am 25. und 26. März 1799 zeichnete er sich als Kommandeur eines selbständigen Korps in der Schlacht von Liptingen-Stockach aus, rückte danach bis Kehl zum Rhein vor und vertrieb den Gegner aus Rottweil, Offenburg und Freudenstadt.
Bei Stein ging er mit der Avantgarde Erzherzogs Karls über den Rhein und wohnte den Kämpfen bei Winterthur und Andelfingen bei. Am 7. Juni 1799 nahm er mit seinen Truppen an der Ersten Schlacht bei Zürich teil.
Nach der Vereinigung mit den Russen unter Marschall Suworow, deckte er dessen Rückzug. Simbschen verteidigte den Kanton Uri kämpfte um die Teufelsbrücke und ging darauf durch Graubünden nach Glarus zurück. Mit dem Patent vom 6. März 1800 wurde er am 10. September 1799 zum Feldmarschalleutnant befördert und fungierte als Inspektor der deutschen Reichstruppen.
Im Winterfeldzug von 1800 kommandierte er ein detachiertes Korps von 10.000 Mann im Raum Bamberg und Forchheim. Er warf die gegnerischen Truppen unter Général de division Augereau bei Höchst, Sprenglingen im Spessart, bei Geroldshofen und Pommersfelden zurück. Danach schlug er eine französische Division unter General Duhesme bei Neunkirchen am Brand, deckte die obere Pfalz und hob die Belagerung von Würzburg auf.
Im Feldzug von 1805 diente er als Divisionär in Italien, zwischen 29. und 31. Oktober kommandierte er den rechten Flügel unter Erzherzog Karl in der Schlacht von Caldiero. Am 28. Oktober 1805 befahl ihm General der Kavallerie Graf von Bellegarde die Verteidigung der Laufgräben auf den Höhen von Colognola Alta.
Simbschen unterstanden hierbei 8 Infanterie-Regimenter, 5 Grenzer-Bataillone und 8 Eskadronen. In der Schlacht gegen die französische Italien-Armee unter Marschall Massena behauptete er drei Tage lang erfolgreich die Verschanzungen von Belfiore di Porcile bis Ilasi gegen die hartnäckigen Angriffe der französischen Division General Molitors.

### Ehrung und Rangerhöhungen
Für seine militärischen Verdienste in Italien wurde er am 28. Mai 1806 mit dem Ritterkreuz des Maria-Theresien-Ordens ausgezeichnet. Am 18. November 1806 wurde er in Würdigung seines 45-jährigen Dienstes zum Inhaber des 43. Infanterie-Regiments ernannt. 1806 erfolgte seine Ernennung zum Divisionär in Agram, wo er jedoch kaum ein Jahr verweilte, denn schon im Juni 1807 wurde er zum Kommandierenden General in Slawonien befördert. In seinem neuen Amtssitz in Peterwardein trat er die Nachfolge des betagten Feldzeugmeisters Freiherrn von Geneyne an, der diese Stelle durch sechzehn Jahre bekleidet hatte. Im Juli 1809 ernannte ihn Kaiser Franz gegen seinen Willen zum Präsidenten des allgemeinen Militär-Appellationsgerichtes, am 3. August folgte die Beförderung zum Feldzeugmeister. Als sich infolge des Friedens von Schönbrunn das Regiment Nr. 43 aufgelöst wurde, verlieh ihm der Kaiser am 23. November 1809 in Inhaberschaft das soeben freigewordene Infanterie-Regiments Nr. 48.

### Ruhestand und Anklage
Im März 1808 sandte Simbschen einen Vertrauen nach Belgrad, der am 8. April mit Kara Đorđe Petrović, dem Führer des serbischen Freiheitskampfes in Verbindung trat und für den Aufstand hohe Geldsummen ausbezahlte. Als im Juni 1809 die Serben bei Nisch gegen die Türken unterlagen, bat Kara Đorđe, Serbien unter österreichischen Schutz zu stellen, das dafür die Donaulinie mit den Festungen Belgrad, Semendria und Schabatz den österreichischen Truppen übergeben würde. Um Russland und die Pforte nicht aufzubringen, musste Metternich jedoch den Vorschlag ablehnen. Dieser Misserfolg erschütterte auch die Stellung von Simbschen, ein kaiserliches Handschreiben vom 24. Oktober 1810 enthob ihn vom Peterwardeiner Generalkommando und berief ihn nach Wien. Im November 1810 wurde sein persönliches Ansuchen zum Ruhestand vom Kaiser bewilligt.
Im August 1812 wurde er verhaftet, aber erst im Dezember 1813 erhob das Kriegsgericht in Wien Anklage wegen angeblicher Unterschlagung von Geldern. Es erwies sich bald, dass sein gesamtes Vermögen nur etwa 36.000 Gulden ausmachte, zumeist noch aus dem einstigen Heiratsgute seiner Frau Rosalie und früheren Ersparnissen. Stabsauditor Gavenda versuchte Simbschen seiner Stellung als Feldzeugmeister zu entheben, ihm den Maria Theresienorden samt Ordenspension zu entziehen und ihm eine vierjährige Festungsstrafe aufzubürden, das Kriegsgericht verurteilte ihn am 12. Juli 1815 zum einjährigen Arrest. Simbschen überreichte dem Fürsten zu Schwarzenberg eine Rechtfertigungsschrift, welche die Machenschaften des Hofkriegsgerichts gegen seine Person entkräfteten. Simbschen wurde erst am 1. August 1818 wieder in die alte Feldzeugmeistercharge mit einer Jahrespension von 4000 Gulden eingesetzt, auch der Maria Theresienorden samt der vormals genossenen Ordenspension wurde rückerstattet. Er genoss seine Rehabilitierung nur mehr für kurze Zeit und verstarb 1820 im Alter von 74 Jahren in Wien.

### Familie
Freiherr Joseph Anton vermählte sich 1782 mit Rosalie von Wagner, einer Gutsbesitzerstochter aus dem Egerland, die gemeinsamen Kinder wurden später sämtlich Offiziere:
- Joseph (1783–1824), Oberst (1814) ⚭ Anna von Falge (1795–1867)
- Ferdinand (1795–1873), Feldmarschall-Lieutenant (1849)⚭ Karoline von Munitillo (1802–1853)
- Karl (1794–1870), Feldmarschall-Lieutenant (1854)
- Wilhelmine (* 24. Februar 1788; † 30. November 1852)